# IPhone 11 Pro/11 Pro Max
iPhone 11 Pro / 11 Pro Max（アイフォーン イレブン プロ / イレブン プロ マックス）は、Appleが設計・開発し発売していたスマートフォンである。

## 概要
2019年9月10日に発表されたiPhone。iPhone 11と同時に発表された。iPhoneで初めて名前に「Pro」を冠している。

### ディスプレイ
新開発のSamsung製OLEDである「Super Retina XDR」、メインプロセッサ（SoC）にApple A13を初搭載している。
なお、iPhone 6sからiPhone XS まで（SEやXRを除く）に搭載されていた3D Touchは当モデルで廃止となった。当モデルからiPhone 11を含む、全てのモデルとXRから搭載された、Haptic Touchを上位のProモデルでも起用された。

### 通信
高音質コーデックであるVoLTE HD+（EVS-SWB）に対応している。
Wi-FiはIEEE802.11.axに対応し最大1.6Gbpsの通信速度をサポート。
LAA対応LTE-Advanced（4×4 MIMO）に対応し受信時最大速度1388Mbpsである。しかしソフトバンク回線では最大で受信838Mbps/送信46Mbpsとなっている。
前世代と同様の防水・防塵機能が備えられている。

### カメラ
従来の広角レンズと望遠レンズに加え、新たに超広角レンズを搭載しているが、この三眼カメラに発売直後の日本国内において「タピオカミルクティーのようだ（タピオカメラ）」や「集合恐怖症（トライポフォビアも参照）にはつらい」などのクレームがTwitterを中心に挙げられた。
暗い場所で撮影するためのNight modeをサポートしている。
iOS 13.2以降では、3つのカメラで合計9枚の写真を一度に撮影し、1つの写真に合成するDeep Fusion機能が使える。
TrueDepthカメラを搭載し、Face IDに対応している。

### スピーカー
iPhone 7・7 Plus以降同様に、液晶画面側の上部の通話用スピーカーと本体下面のスピーカーが内蔵され、横画面で使う時にはステレオスピーカーとなる。またiPhone 11・11 Proシリーズから導入された「サイコ・アコースティック」による空間オーディオにも対応する。

### マイク
これまで同様、上部と本体下面、3カメラ部分に内蔵され、ステレオ音声収録が可能な他、高度な環境音抑制やノイズキャンセリングが行われる。
「電話ノイズキャンセリング」設定は、「アクセシビリティ」に項目として用意されている。

### バッテリー
iPhone 11 ProはiPhone XSよりも最大で4時間も長いバッテリー駆動時間があり、iPhone 11 Pro Maxは更に長いiPhone XS Maxより最大で5時間も長いバッテリー駆動時間でiPhone最も長いバッテリー駆動時間（2020年3月7日現在）となっている。

## 急速充電（PD充電）の仕様
iPhone 11 Pro/Pro Maxには急速充電が出来るApple USB-C - Lightningケーブルと18WのApple USB-C電源アダプタが添付されている。急速充電を行うと30分で50%まで充電できるが、18Wを超えるApple USB-C電源アダプタを使用しても18W電源アダプタと同じ出力になる。iMacのUSB-Cポートでは15Wでの急速充電が出来る他、MacのUSB Type-AポートでもUSB-PDより遅い10Wで急速充電ができる。